# 第一次ハリコフ攻防戦
第一次ハリコフ攻防戦 は、第二次世界大戦中、1941年10月20日に開始されたドイツ南方軍集団所属の第6軍によって行われたバルバロッサ作戦最終段階におけるハリコフを巡る戦いである。ヴィルヘルム・カイテルによって名づけられた 。
ソ連赤軍第38軍はハリコフ市内の工場を遥か東に移転する間、ハリコフを防衛するよう命令された。
10月21日までに全ての工場設備は鉄道で運ばれたが、この日、ドイツ軍は車両基地11Km以内まで進撃していた。
10月24日、赤軍第17軍が南で防衛線を構築する間、ドイツ第6軍はハリコフ北方で包囲を開始した。
同日、ハリコフはドイツ軍により占領されたが、大部分の鉄道輸送設備は赤軍が持ち去った後であった。

## 文献
- Chen, Peter (2004–2007). “First Battle of Kharkov”. World War II Database. 2007年2月8日閲覧。
- Glantz, David M. (2001). Before Stalingrad, Tempus Publishing Ltd. ISBN 0-7524-2692-3
- Kharkov News
- Kiessling, Hannes (2007–2011). Bericht über die Einnahme von Charkow, 57.Infanterie-Division. Retrieved 14-08-2011
- Kirchubel, Robert (2003). Operation Barbarossa 1941: Army Group South, Praeger Publishers. ISBN 0-275-98282-3
- Margry, Karel (February 2001). "Kharkov", After The Battle, Issue 112, p. 3–45
- Memoir of Kharkov’s History
- Ukrainian Historical Journal